# سعدالدوله حمدانی
سعد الدوله ابوالمعالی شریف که معمولاً با لقب خود، سعد الدوله (عربی: سعد الدولة) شناخته می‌شود، دومین فرمانروای امارت حمدانی حلب بود که این امارت بیشتر شمال سوریه را در بر می‌گرفت. او پسر سیف‌الدوله و سیف‌الدوله بنیانگذار این امارت بود. او زمانی تاج‌وتخت را وارث شد که جوان بود و بیزانسی‌ها طی تهاجم بزرگ خود در عرض دو سال کنترل بخش‌های غربی قلمرو او را به دست گرفتند؛ بدین‌ترتیب، حلب به یک کشور خراج‌گزار تبدیل شد. سعد تا سال ۹۷۷ با انبوهی از شورش‌ها و ناآرامی‌ها مواجه بود، بطوریکه حتی نتوانست وارد پایتخت خود که تحت کنترل قرغویه، وزیر پدرش قرار داشت بشود. اما با حفظ روابط نزدیک با آل بویه، او موفق شد قدرت خود را در بخش‌هایی از جزیره تثبیت کند. ولی حکومت او به زودی با شورش دیگری مواجه شد: یکی از فرماندهان وی به نام «بکجور» که توسط خلافت فاطمیان پشتیبانی می‌شد. سعد به کمک بیزانس بسیار تکیه می‌کرد، ولی همچنان میان وفاداری به امپراتور بیزانس، آل بویه یا به فاطمیان از خودش تردید نشان می‌داد.

## زندگی‌نامه

### سال‌های ابتدایی

شجره‌نامه خاندان حمدانی.

سعدالدوله حاصل ازدواج سیف‌الدوله اولین امیر حلب و سکینه - دخترعموی سیف‌الدوله و خواهر ابو فراس (پسرعموی سیف‌الدوله، شاعر درباری) - بود. در زمان مرگ پدرش، در فوریهٔ ۹۶۷، او فقط پانزده سال داشت و در پایتخت امارت جزیره، یعنی در میافارقین ساکن بود. او برای جانشینی در امارت رقیبی نداشت، اما شرایطی که از دورهٔ پدرش به وی ارث رسیده‌بود شرایط بسیار بدی بود: امپراتور بیزانس، نیکفوروس دوم، اخیراً کیلیکیه را فتح کرده‌بود و به استان‌های شمالی و غربی آن حمله می‌کرد، ضمن آنکه سیف‌الدوله تا آخرین سال‌های زندگی‌اش گرفتار شورش‌های داخلی بود.
سعدالدوله در ژوئن یا ژوئیه ۹۶۷ به حلب رسید، حلب که سال‌ها توسط قرغویه، رئیس‌الوزرا و حاجبِ سیف‌الدوله اداره می‌شد. او تقریباً بلافاصله با شورش عمویش ابوفراس، که فرماندار حمص بود مواجه شد، و این شورش تا زمان مرگ ابوفراس در آوریل ۹۶۸ ادامه یافت. در همین زمان، حلب نیز توسط بیزانس تهدید می‌شد و سعدالدوله به توصیه قرغویه شهر را ترک کرد. بیزانس به حلب حمله نکرد، اما قرغویه و غلامانش (بردگان نظامی) فرصت را مناسب دیدند و بدین‌ترتیب قرغویه در حلب سر به شورش برداشت. پس از آن، سعدالدوله به همراه ۳۰۰ تن از یارانش، از شهری به شهر دیگر سرگردان بود؛ در سرزمین‌هایی که فقط اسماً تحت فرمانروایی او بودند. امید ورود به این سرزمین‌ها کمتر هم شد: حکّام ساروج، منبج و حران از حمایت از او خودداری کردند، و مادرش که در میافارقین بود نیز اجازه ورود وی را نداد. سعد سرانجام به حمص پناه برد. در این میان، بسیاری از حامیان قدیمی پدرش برای پیوستن به پسر عمویش ابوتغلب، امیر موصل، که از فرصتِ آشفتگی‌های پیش‌آمده برای گسترش قلمرو خود استفاده کرده‌بود، رفتند. بلافاصله پس از مرگ سیف‌الدوله، ابوطالب رقه را تصرف کرده و تا سال ۹۷۱ کنترل خود را بر استان‌های دیار بکر و دیار مضر گسترش داده‌بود. اما سعدالدوله که نمی‌توانست هیچ مقاومتی نسبت به از دست رفتن سرزمین‌هایش از خود نشان دهد، حتی ولایتعهدی پسرعمویش را نیز پذیرفت.

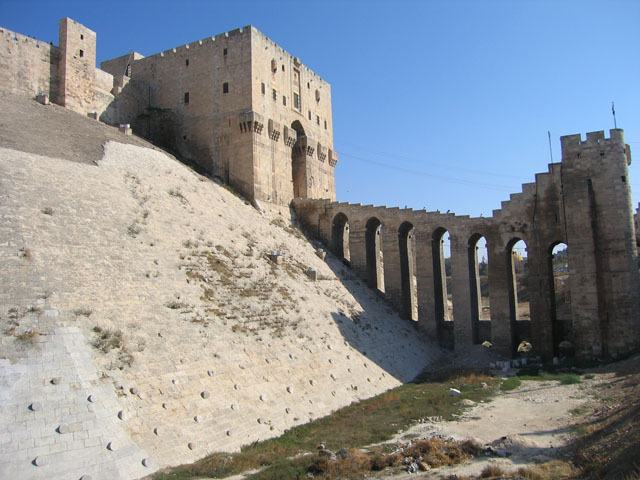
نمایی از ارگ حلب و پل ورودی آن

سال ۹۶۹ یک سال بسیار مهم در تاریخ سوریه بود، زیرا بیزانس به‌طور چشمگیری در شام پیشروی کرد. در ماه اکتبر، فرماندهان سپاه بیزانس، مایکل بورتز و پیتر، انطاکیهرا تصرف کردند و کنترل خود را بر ساحل شمالی سوریه تضمین کردند. اندکی پس از آن، بیزانس به حلب نیز لشکر کشید و قرغویه مجبور به امضای معاهده‌ایشد (در دسامبر ۹۶۹ یا ژانویه ۹۷۰) که به موجب آن حلب تحت الحمایه و خراجگزار بیزانس می‌شد. قرغویه به امارت حلب و معاون او، بکجور، به جانشینی قرغویه، منصوب شدند. در همان زمان در مصر، فاطمیان، اخشیدیان را شکست دادند و کنترل مصر را به دست گرفتند و بسوی جنوب سوریه پیشروی کردند. پس از این، رقابتی میان بیزانس و فاطمیان شکل گرفت که تاریخ سوریه و حلب را تا پنجاه سال آینده تحت تأثیر قرار داد.

### بازپس‌گیری حلب: درگیری با بکجور، فاطمیان و بیزانس

نقشهٔ امارت‌های حمدانی به سال ۹۵۵ میلادی. «امارت حمدانی حلب» با رنگ قرمز پررنگ‌تر در سمت چپ قرار گرفته‌است و از شرق با «امارت حمدانی موصل» همسایه است.

در سال ۹۷۷ سعدالدوله موفق به بازپس‌گیری پایتخت خود شد که در آن هنگام تحت کنترل بکجور بود (در سال ۹۷۵، بکجور قرغویه را خلع و حبس کرد). سعدالدوله با کمک برخی از غلامان پدرش و مهمتر از همه قبیله قدرتمند بنی‌کلیاب که در اطراف حلب زندگی می‌کردند، حلب را محاصره کرد و سپس تسخیر نمود. قرغویه آزاد شد و تا چند سال بعد که از دنیا رفت، امور مملکتی را برعهده داشت؛ ولایت حمص نیز به بکجور سپرده شد. مدتی پس از آن، در ۹۷۹، سعدالدوله حاکمیت بوئیان را پذیرفت و توانست برخی مناطق از قلمرو سابق پدرش در جزیره را از ابوتغلب پس بگیرد؛ بدین‌ترتیب دیار مضر، رقه و رحبه به وی بازگردانده شد. در همان زمان، از خلیفه عباسی (که دست نشانده آل بویه بود) لقب افتخاری دریافت کرد که به این لقب (سعدالدوله) مشهور است.
در این میان، بکجور از پست جدید خود در حمص برای برقراری ارتباط با فاطمیون استفاده کرده‌بود، و فاطمیان قصد داشتند از او به عنوان مهره‌ای برای تسخیر حلب و تکمیل فتح سوریه استفاده کنند. سعدالدوله هم خود بین فاطمیان و بیزانس مردد بود: از یک سو از سلطه بیزانس رنجیده بود و مایل بود خلیفه فاطمی را به رسمیت بشناسد، اما از سوی دیگر نمی‌خواست قلمرو خود را تحویل فاطمیان بدهد و به یک استان فاطمی دیگر تبدیل کند؛ چیزی مانند آنچه که در جنوب سوریه رخ داده بود. اولین بار که سعدالدوله برای رهایی از خراجگزاری و تحت‌الحمایگی بیزانس تلاش کرد، در سال ۹۸۱ بود که به دلیل عدم حمایت خارجی با شکست مواجه شد، زیرا سعد نتوانست از پس سپاه بیزانس که به پشت دیوارهای حلب رسیده‌بود بربیاید. سپس فاطمیان بکجور را برانگیختند و در سپتامبر ۹۸۳، بکجور با حمایت سپاهیان فاطمیان به حلب حمله کرد. سعدالدوله مجبور شد از امپراتور وقت بیزانس، باسیل دوم، درخواست کمک کند و سپاه بیزانس محاصره حمص را به رهبری «بارداس فوکاس کوچک» آغاز کردند. در ماه اکتبر، آنها حمص را غارت کردند و شهر به کنترل حمدانیان بازگردانده شد؛ بکجور نیز به قلمرو فاطمی گریخت و در آنجا فرمانداری دمشق به وی سپرده شد. اما روابط سعدالدوله و «ناجی‌ها» یش همچنان تیره و تار بود؛ پس از فرار بکجور، درگیری‌هایی بین نیروهای بیزانسی و حمدانی رخ داد و تنها زمانی ختم به خیر شد که امیر حمدانی پذیرفت دو برابر مبلغ معمول خراج سالانه بپردازد؛ یعنی ۲۰٬۰۰۰ دینار طلا.

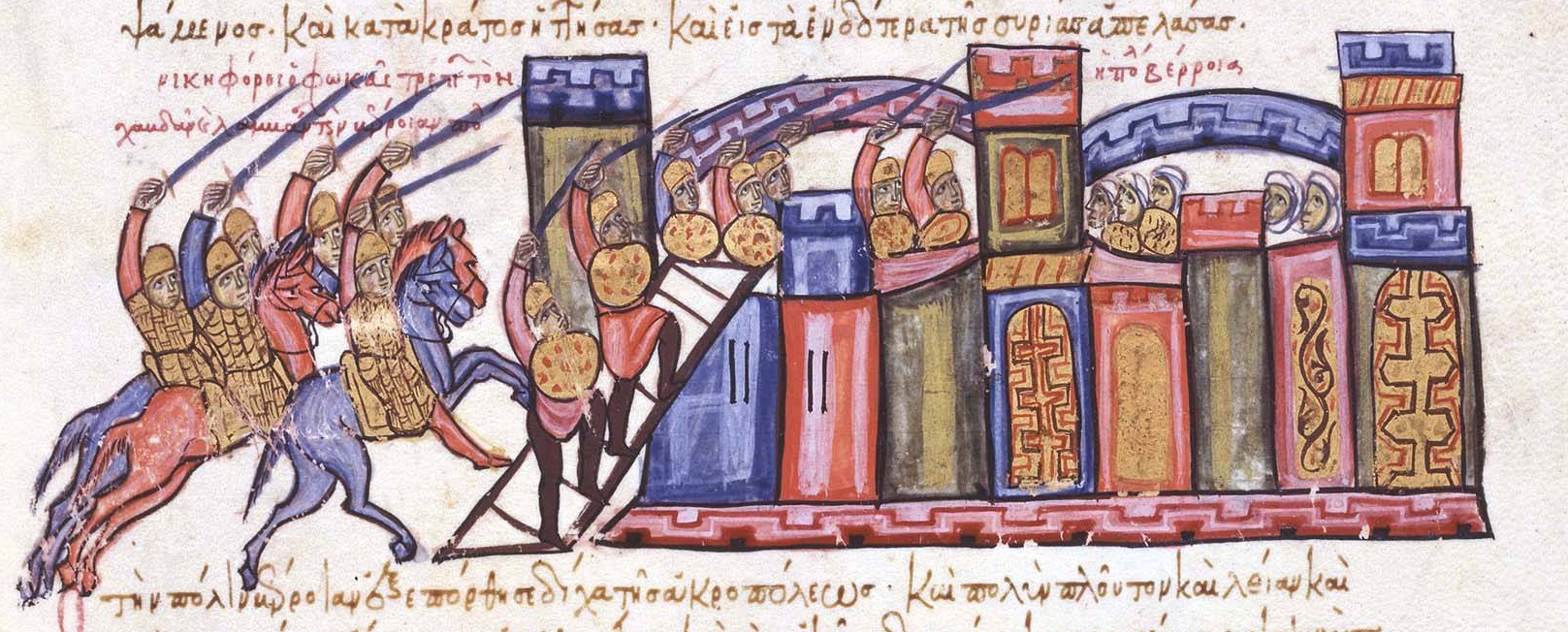
محاصرهٔ شهر توسط سپاه بیزانس.

روابط حمدانیان با بیزانس در سال‌های ۹۸۵–۹۸۶، پس از تصرف قلعه بیزانسی بانیاس توسط فاطمیان، کاملاً از بین رفت. سعدالدوله از ادامه خراج خودداری کرد. در نتیجه، بیزانسی‌ها به رهبری بارداس فوکاس به قلمرو او حمله کردند و کیلیکیه غارت کردند، قبل از اینکه گام‌های خود را عقب برگردانند و به سمت جنوب به محاصره ناموفق آپامیا (قلعه‌المدیق) بروند. سعدالدوله برای تلافی، لشکریان خود را فرستاد تا خانقاه معروف قله سیمان را با خاک یکسان کنند. با این حال، اندکی پس از آن، در ماه مه ۹۸۶، چشم‌انداز انعقاد قریب‌الوقوع صلح بین بیزانس و مصر، سعدالدوله را وادار کرد تا به بیعت قبلی خود بازگردد و او مجدداً وضعیت خراجی خود را با همان شرایطی که در آن ذکر شده بود، تأیید کرد. قبل از. این امر مانع از آن نشد که سعدالدوله از سردار بیزانسی بارداس اسکلروس در دومین شورش خود علیه ریحان دوم، پس از رهایی از اسارت آل بویه در دسامبر ۹۸۶، حمایت کند، و همچنین از به رسمیت شناختن فرمانروایی فاطمی در همان ماه، به ویژه جلوگیری نکرد. همان‌طور که بیزانس اکنون وارد یک جنگ داخلی شد که تا سال ۹۸۹ ادامه داشت.
جنگ با فاطمیان بار دیگر در سال ۹۹۱ به خاطر بکجور تهدید شد. او تا سال ۹۸۸ حکومت دمشق را بر عهده داشت و سپس به رقه گریخت. از آنجا، هرچند با حمایت اندک فاطمیون، سعی کرد به حلب حمله کند. سعد الدوله، با کمک بیزانس در قالب نیروهای تحت عاشقانه از انطاکیه، مایکل Bourtzes، قادر به شکست دادن و ضبط Bakjur در Na'ura شرق حلب در ماه آوریل ۹۹۱ بود، و بعد از او را به حال اجرا شده‌است. با این وجود، روابط با فاطمیان به دلیل دستگیری فرزندان باکجور توسط سعدالدوله تیره شد و تنها مرگ او بر اثر همی پلژی در دسامبر ۹۹۱ بود که او را از حمله به اموال فاطمیان بازداشت.
پسرش سعید ابوالفدائل سعیدالدوله جانشین سعدالدوله شد، اما قدرت واقعی در دستان لولو، بانظام سابق سعدالدوله بود. . چند نفر از غلامان حمدانی که از نفوذ لؤلؤ ناراضی بودند، به فاطمیان رفتند، که اکنون به رهبری منجوتکین ژنرال ترک حمله ای مستمر به حلب را آغاز کردند. تنها مداخله شخصی باسیل دوم در سال ۹۹۵ و بار دیگر در سال ۹۹۹، امارت را از فاطمیان نجات داد. جنگ تا سال ۱۰۰۰ ادامه یافت، زمانی که یک معاهده صلح منعقد شد که ادامه حیات حلب را به عنوان یک کشور حائل بین دو قدرت تضمین می‌کرد. سرانجام در سال ۱۰۰۲ لؤلؤ سعیدالدوله را ترور کرد و کنترل حلب را به نام خود به دست گرفت.